# Liegi-Bastogne-Liegi 1963
La Liegi-Bastogne-Liegi 1963, quarantanovesima edizione della corsa, fu disputata il 5 maggio 1963 per un percorso di 237 km. Fu vinta dal belga Frans Melckenbeeck, giunto al traguardo in 5h26'28" alla media di 37,179 km/h, precedendo l'altro belgaPino Cerami e l'italiano Vittorio Adorni. 
I corridori che portarono a termine la gara al traguardo di Liegi furono in totale 50.

## Ordine d'arrivo (Top 10)
| Pos. | Corridore             | Squadra                        | Tempo    |
| ---- | --------------------- | ------------------------------ | -------- |
| 1    | Frans Melckenbeeck    | Mercier-Hutchinson-BP          | 5h26'28" |
| 2    | Pino Cerami           | Peugeot-Michelin-BP            | s.t.     |
| 3    | Vittorio Adorni       | Cynar                          | s.t.     |
| 4    | Jo de Roo             | Saint Raphael-Geminiani-Dunlop | s.t.     |
| 5    | Raymond Poulidor      | Mercier-Hutchinson-BP          | s.t.     |
| 6    | Frans Schoubben       | Peugeot-Michelin-BP            | a 9"     |
| 7    | Jo De Haan            | Peugeot-Michelin-BP            | s.t.     |
| 8    | Alan Ramsbottom       | Pelforth-Sauvage-Lejeune       | s.t.     |
| 9    | Jan Janssen           | Pelforth-Sauvage-Lejeune       | s.t.     |
| 10   | Georges Vanconingsloo | Solo-Terrot-Englebert          | s.t.     |